# Малий Біліб
Малий Білі́б (рос. Малый Билиб) — присілок у складі Шарканському районі Удмуртії, Росія.

## Населення
Населення — 86 осіб (2010; 121 у 2002).
Національний склад станом на 2002:
- удмурти — 97 %

## Урбаноніми[3]
- вулиці — Праці, Удмуртська, Ювілейна